# Luís Carlos Correia Pinto
Luís Carlos Correia Pinto (sinh ngày 5 tháng 5 năm 1985), cũng được gọi là Luisinho, là một cầu thủ bóng đá chuyên nghiệp đang chơi cho câu lạc bộ bóng đá Tây Ban Nha Deportivo de La Coruña ở vị trí hậu vệ trái.
[[Luisinho tên thật là Luís Carlos Correia Pinto sinh ngày 5 tháng 5 năm 1985 nay đã 33 tuổi. Quê ở Bồ Đào Nha. Mọi người gọi anh là Luisinho vì đó là tên rút gon của chữ Luís Carlos Correia Pinto. Anh là một hậu vệ trái. Chơi cho câu lạc bộ Deportivo de La Coruña. Mặc chiếc áo số 16

## Sự nghiệp câu lạc bộ

### Những năm đầu
Sinh ra ở Porto, Luisinho đã tham gia đội trẻ lân đầu tiên với SC Vila Real năm 2004. Mùa hè năm 2005, anh đã gia nhập S.C. Braga, được giao cho đội hình dự bị và sau đó cho Moreirense FC và Rio Ave FC mượn.
Tháng 1 năm 2008, Luisinho đã gia nhập Moreirense lâu dài, chuyển đến C.D. Aves trong Segunda Liga sau 1,5 mùa giải. Anh đã chơi trận đầu tiên của mình với tư cách là cầu thủ chuyên nghiệp vào ngày 16 tháng 8, bắt đầu với trận hòa 0–0 trong trận đấu với S.C. Freamunde.
Tháng 6 năm 2011, Luisinho ký hợp đồng với F.C. Paços de Ferreira. Anh đã tham gia 32 trận đấu trong mùa giải duy nhất của mình tại Estádio da Mata Real, cũng được chuyển lại vị trí hậu vệ trái trong quá trình này.